# Walter Wahl

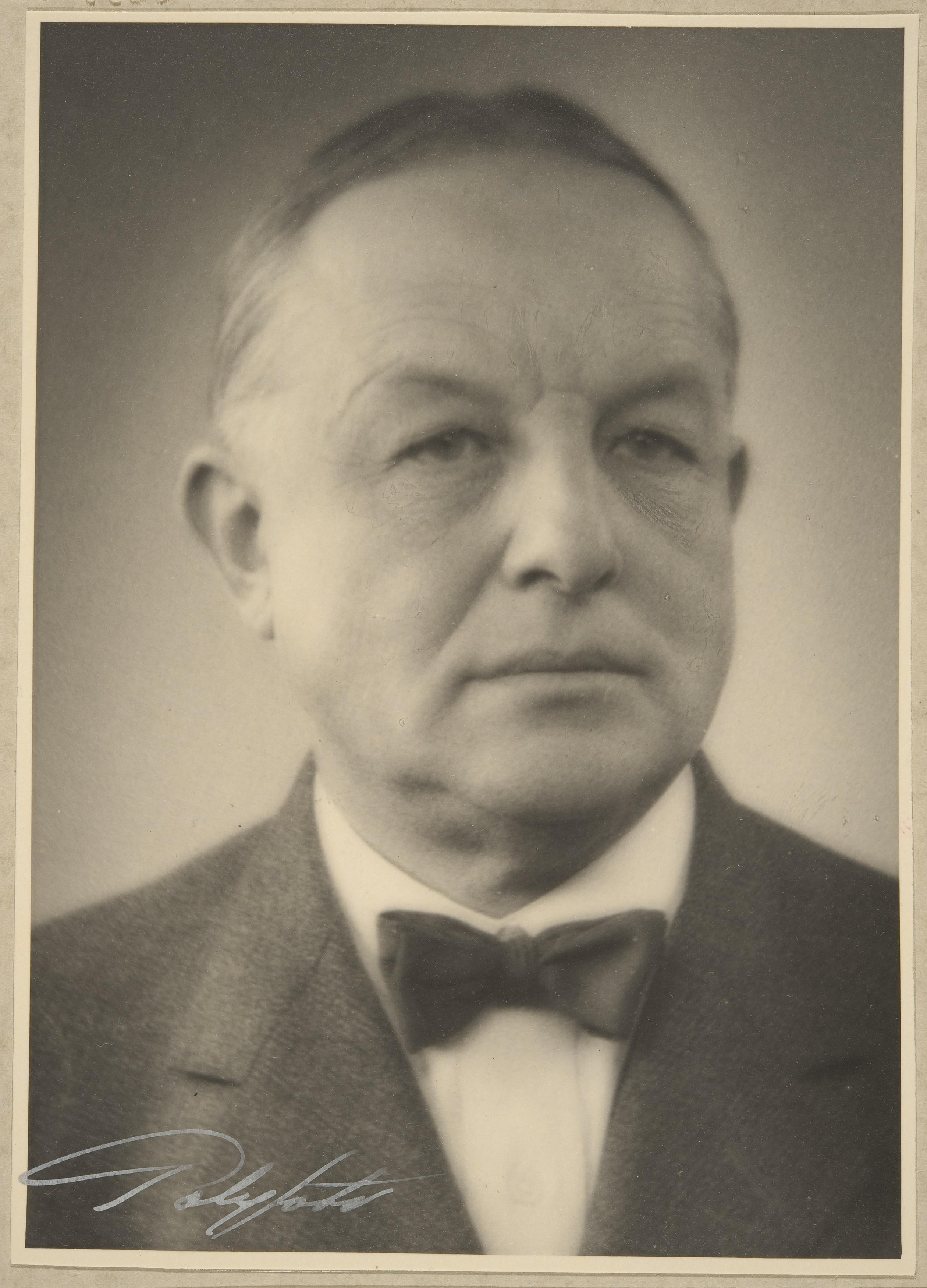
Walter Wahl i borjan av 1940-talet.

Walter August Wahl, född 8 oktober 1879 i Viborg, död 18 oktober 1970 i Helsingfors, var en finländsk kemist. 
Wahl blev student 1897, filosofie kandidat 1903 och filosofie doktor 1908. Han studerade även i Heidelberg och Göttingen samt erhöll 1908 ett av de stora Rosenbergska resestipendierna på tre år för kemisk forskning vid Davy-Faraday-laboratoriet. År 1914 hade han första förslagsrummet till andra professuren i kemi vid Helsingfors universitet, men fick ej tjänsten. År 1919 kallades han till professor vid den nygrundade Åbo Akademi. Han utnämndes år 1923 till docent i kemi vid Helsingfors universitet och avgick 1924 från professuren vid Åbo Akademi. Åren 1937–47 verkade han som personell extra ordinarie professor vid Helsingfors universitet. Han var generalsekreterare vid 3:e nordiska kemistkongressen i Helsingfors 1926. 
Wahls tidigare verksamhet rörde sig på petrografins område; särskilt betydande är hans undersökning Die Enstatitaugite (licentiatavhandling 1906) samt hans arbeten angående vissa meteoriter. Som kemist sysslade han främst  med undersökningar om ämnens och föreningars tillstånd och modifikationer vid höga tryck och låga temperaturer och konstruerade för detta ändamål nya apparater. Han lyckades bland annat undersöka och fastställa, i vilka kristallsystem sådana gaser som syre, kväve, koldioxid och ett antal enklare organiska föreningar kristalliserar, då de överförs i fast form. Utgående från sina iakttagelser uppställde han en teori om samband mellan kemisk konstitution och kristallform.